# İztuzu-strand

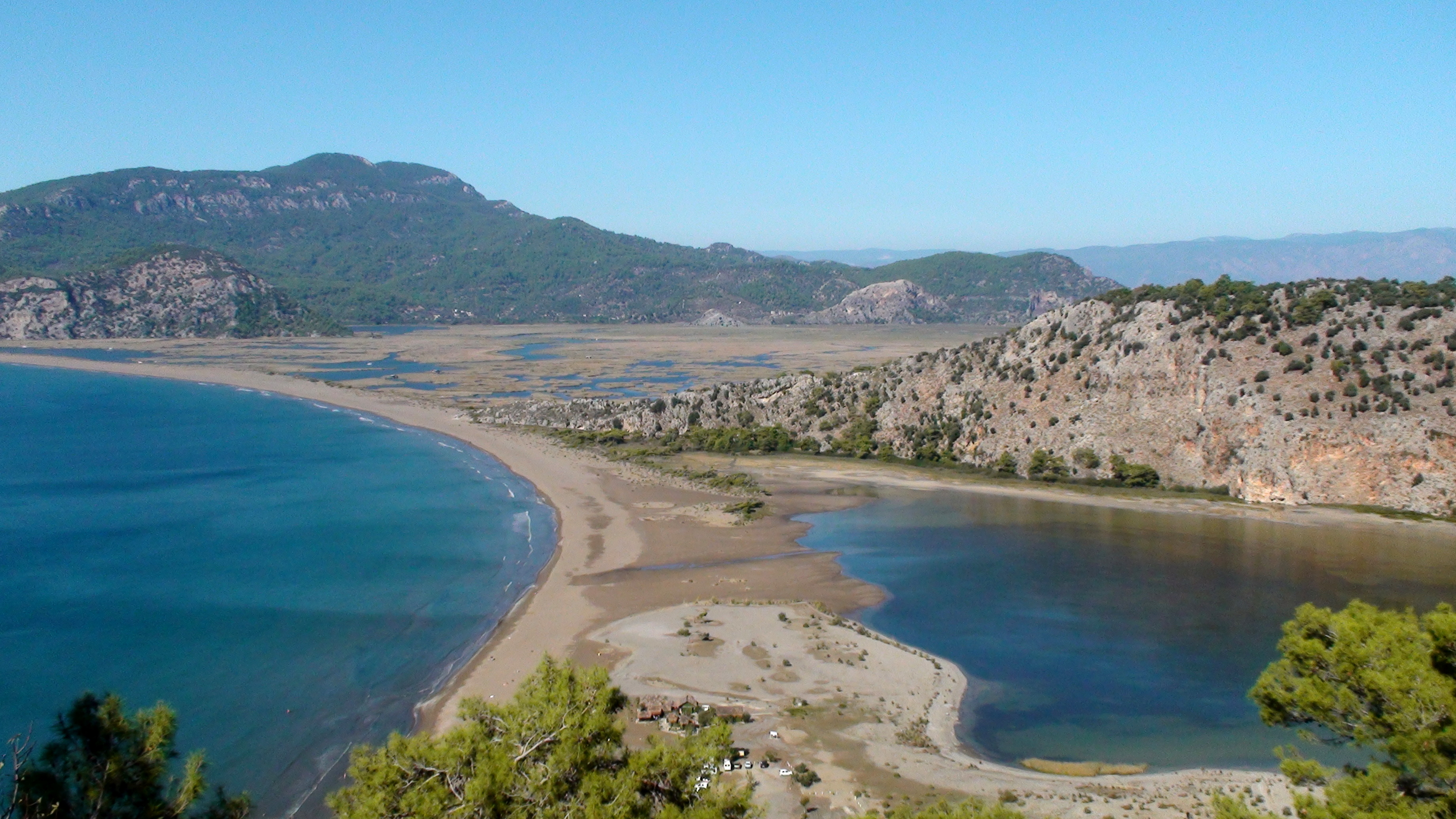
Het İztuzu Strand

Het İztuzu-strand is een 4,5 km lang zandstrand bij Dalyan in de Turkse Provincie Muğla. Het strand is een smalle landtong, die een begrenzing en natuurlijke barrière vormt tussen de zoetwaterdelta van de Dalyan-rivier en de Middellandse Zee. Het strand staat bekend als een van de belangrijkste nestplaatsen van de onechte karetschildpad in het Middellands Zeegebied en wordt daarom vaak aangeduid als Turtle Beach. De onechte karetschildpad (Caretta caretta) staat op de rode lijst met bedreigde diersoorten van het IUCN. Om deze reden heeft het strand sinds 1988 een beschermde status en maakt het deel uit van het Natuurbeschermingsgebied Köyceğiz-Dalyan.

## Bedreiging
Al in 1984 waren er geruchten dat er plannen waren om het strand te exploiteren voor massatoerisme. Er werd gesproken over de bouw van een hotel aan de deltazijde en over de bouw van bungalowtjes bij Küçük Dalyan grenzend aan het Sülüngürmeer. In 1986 werden de eigenaars van de strandhutten gesommeerd om per oktober hun hutten te ontruimen en af te breken. In april 1987 werden de geruchten over een hotelcomplex bewaarheid toen met financiële steun uit de toenmalige Bondsrepubliek Duitsland begonnen werd met de bouw van het Kaunos Beach Hotel, een vakantiedorp met een capaciteit van 1800 bedden. Omdat de belangrijke voortplantingshabitat voor de onechte karetschildpad hierdoor onherroepelijk verloren zou gaan, voerde June Haimoff, met steun van andere milieuactivisten zoals David Bellamy, Lily Venizelos, Günther Peter, Nergis Yazgan en Keith Corbett, een campagne om het strand te redden. Daardoor werd het strand de inzet van een ongekend felle internationale strijd tussen milieuactivisten en projectontwikkelaars. Er kwamen onder andere protesten vanuit het IUCN, Greenpeace, het WNF en het Zoologische Gesellschaft Frankfurt. Met name in de Bondsrepubliek leidde het bouwproject tot grote verontwaardiging, omdat het Duitse DEG (Deutsche Finanzierungsgesellschaft für Beteiligungen in Entwicklungsländern) hiervoor een bedrag ter grootte van 5 miljoen euro uit openbare middelen wilde vorderen in het kader van ontwikkelingssamenwerking.
June Haimoff benaderde het Wereld Natuur Fonds, waarop de Britse prins Philip -toenmalig voorzitter van het WNF- de Turkse premier Turgut Özal verzocht om de bouw stil te leggen, in afwachting van een milieueffectenrapportage. Dit resulteerde in 1987 allereerst in een moratorium op de bouwactiviteiten. Ondertussen sprak ook de Duitse Bondsregering zich uit tegen de besteding van gelden door het DEG voor het hotel. In juli 1988 besloot de Turkse regering tot een definitief bouwverbod en kregen het İztuzu strand en zijn achterland (Natuurbeschermingsgebied Köyceğiz-Dalyan) de status van Special Environmental Protection Area.

## Bescherming

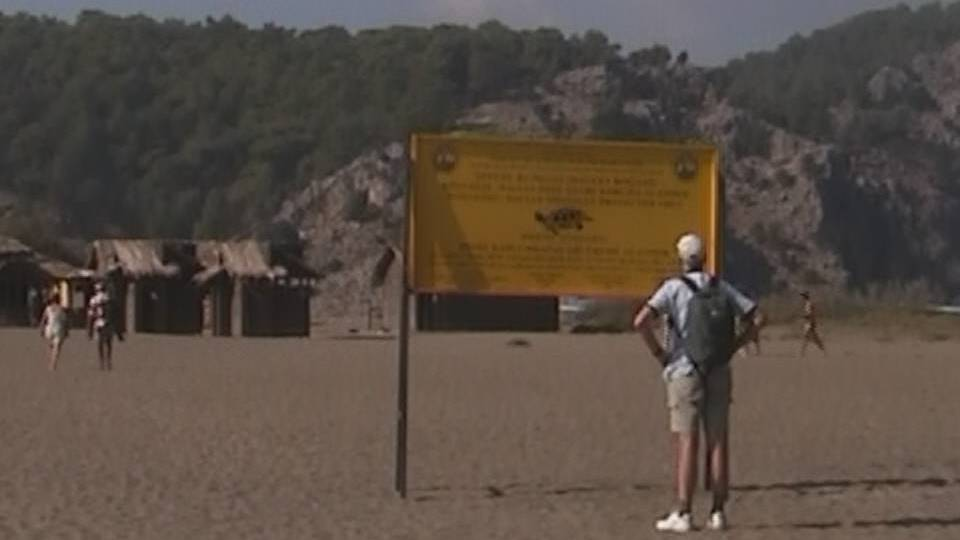
Schildpadinformatiebord op het İztuzu-strand

Met een gemiddeld aantal van ca. 300 legsels per jaar is het İztuzu-strand een van de belangrijkste nestplaatsen van de onechte karetschildpad in het Middellandse Zeegebied.
Om de nestplaatsen van de schildpadden niet te verstoren gelden voor het strand sinds 1988 strenge door de overheid ingevoerde maatregelen:
- Het hele jaar door mag het strand tussen 20.00 en 08:00 uur niet betreden worden, om verstoring door geluid en licht tegen te gaan.
- Voertuigen en huisdieren zijn op het strand niet toegestaan
- In de afgebakende nestzones mogen geen parasols of strandstoelen geplaatst worden. Men mag er niet op badhanddoeken liggen of graven.
- Speedboten zijn voor het strand en in de delta van de Dalyan-rivier verboden.[3]
- De medewerkers en vrijwilligers van het nabij gelegen opvangcentrum voor gewonde en zieke schildpadden proberen te bereiken dat alle boten in de omgeving van een propellerbeschermer worden voorzien om te voorkomen dat schildpadden er door gewond raken.

Deze beschermingsmaatregelen blijken, ondanks de enorme toename van het toerisme, succesvol te zijn. Het monitoringsprogramma dat vanaf 1988 uitgevoerd wordt, laat zien dat de populatie stabiel is en het aantal nesten op het strand zelfs licht toeneemt.

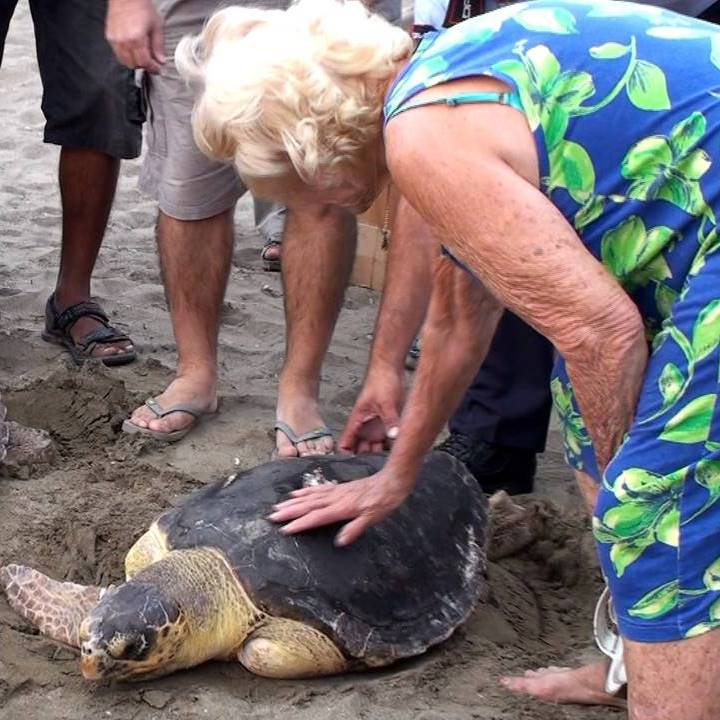
June Haimoff bij het vrijlaten van een gerevalideerde onechte karetschildpad

Sinds mei 2009 bevindt zich op het strand een schildpaddencentrum van de biologiefaculteit van de Pamukkale Universiteit. Tijdens het broedseizoen zijn er studenten en vrijwilligers betrokken bij het monitoren. Ze verrichten tellingen, lokaliseren de nesten en dekken die af met kooien om predatie tegen te gaan. Verder worden gewonde zeeschildpadden die op het strand of in de monding worden aangetroffen naar het centrum gebracht voor behandeling en revalidatie. Ook wordt er veel aandacht besteed aan educatie.
In februari 2011 werd de Kaptan June Sea Turtle Conservation Foundation opgericht, een stichting die bescherming van zeeschildpadden en hun habitat als belangrijkste doelstelling heeft. De voormalige strandbarak van milieuactiviste June Haimoff is teruggebracht naar İztuzu en is, pal naast het schildpaddencentrum, ingericht als museum.

## Internationale waardering
In de periode vanaf 1988 is de regio Köyceğiz-Dalyan een populaire vakantiebestemming geworden. Het İztuzu-strand wordt druk bezocht, zowel door mensen die in Dalyan verblijven als door dagjesmensen uit onder andere Marmaris. 

Door de betrekkelijk ingetogen wijze van uitbating heeft het strand nog steeds een bijzondere uitstraling die mensen met oog voor de natuur aanspreekt. Mede daardoor werd het İztuzu-strand in 2008 door The Times uitgeroepen tot Best Open Space (Europe) In 2011 werden Dalyan en het İztuzustrand door de vakantiebeoordelingssite Zoover uitgeroepen tot beste strandbestemming van Europa.